# Melanotrichia mayavi
Melanotrichia mayavi är en nattsländeart som beskrevs av Malicky och Chantaramongkol 1993. Melanotrichia mayavi ingår i släktet Melanotrichia och familjen Xiphocentronidae. Inga underarter finns listade i Catalogue of Life.